# Stereognathus ooliticus
Stereognathus ooliticus és una espècie extinta de cinodonts de la família dels tritilodòntids que visqueren durant el Juràssic mitjà en allò que avui en dia és Europa. Se n'han trobat restes fòssils al Regne Unit (Anglaterra i Escòcia), que en aquell temps era un arxipèlag d'illes petites banyades per un mar càlid prop de l'equador. Juntament amb Montirictus, Polistodon i Xenocretosuchus, és un dels pocs tritilodòntids que no tenien les dents postcanines arrodonides, sinó més aviat quadrades. En general, es considera que és l'única espècie del gènere Stereognathus, tot i que la seva taxonomia no està gens clara i podria ser que n'hi hagués d'altres.